# Temple de Sharon
Le temple de Sharon est situé dans le village de Sharon, à East Gwillimbury, en Ontario, au Canada. En général, il est connu comme le Sharon Temple. Le temple a été construit entre 1825 et 1831 par une secte schismatique quaker dirigé par David Willson. Le temple a été désigné comme lieu historique national du Canada en 1990.

## Notes et références

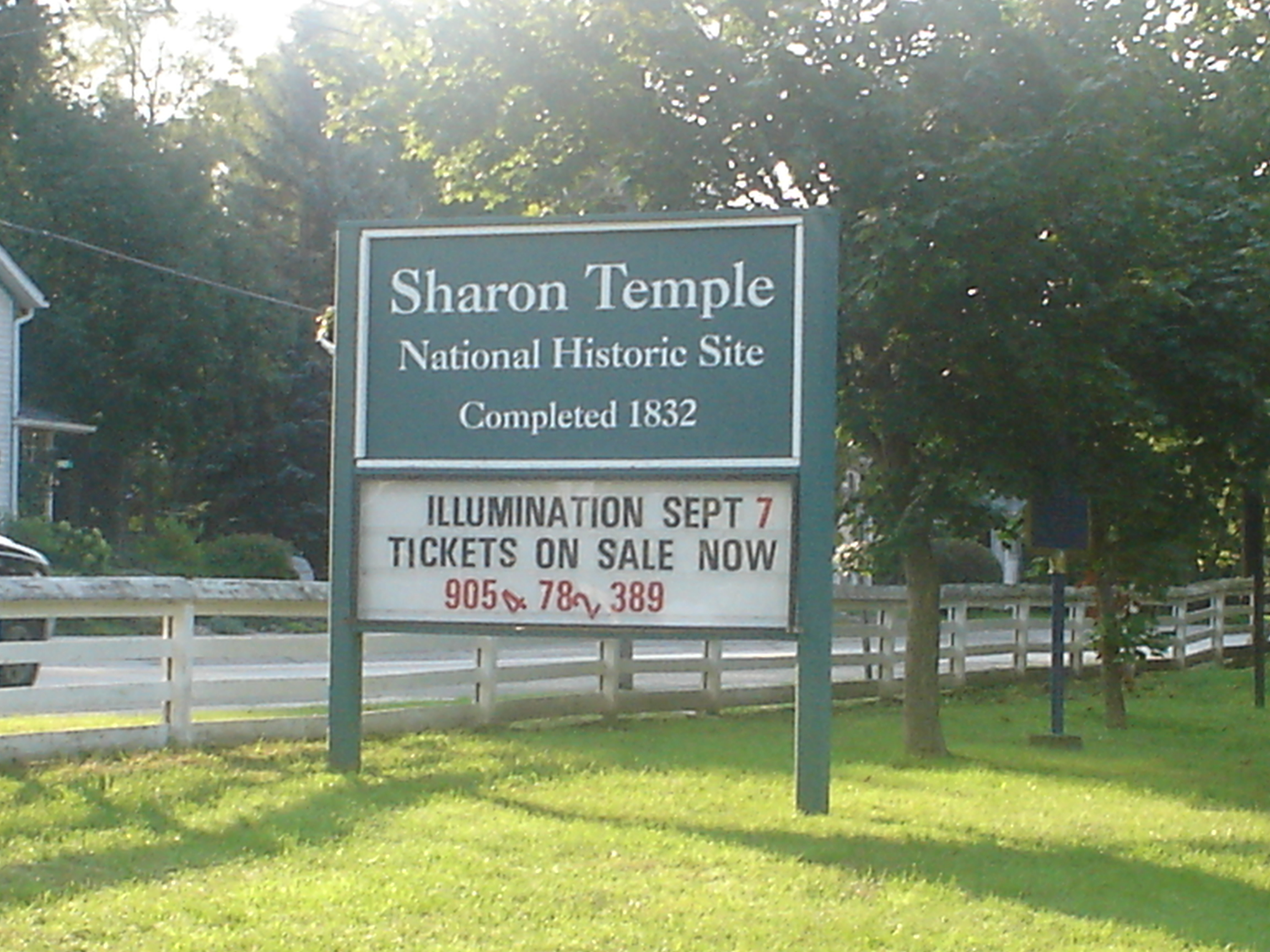
Enseigne près du temple.